# Goryczkowa Czuba

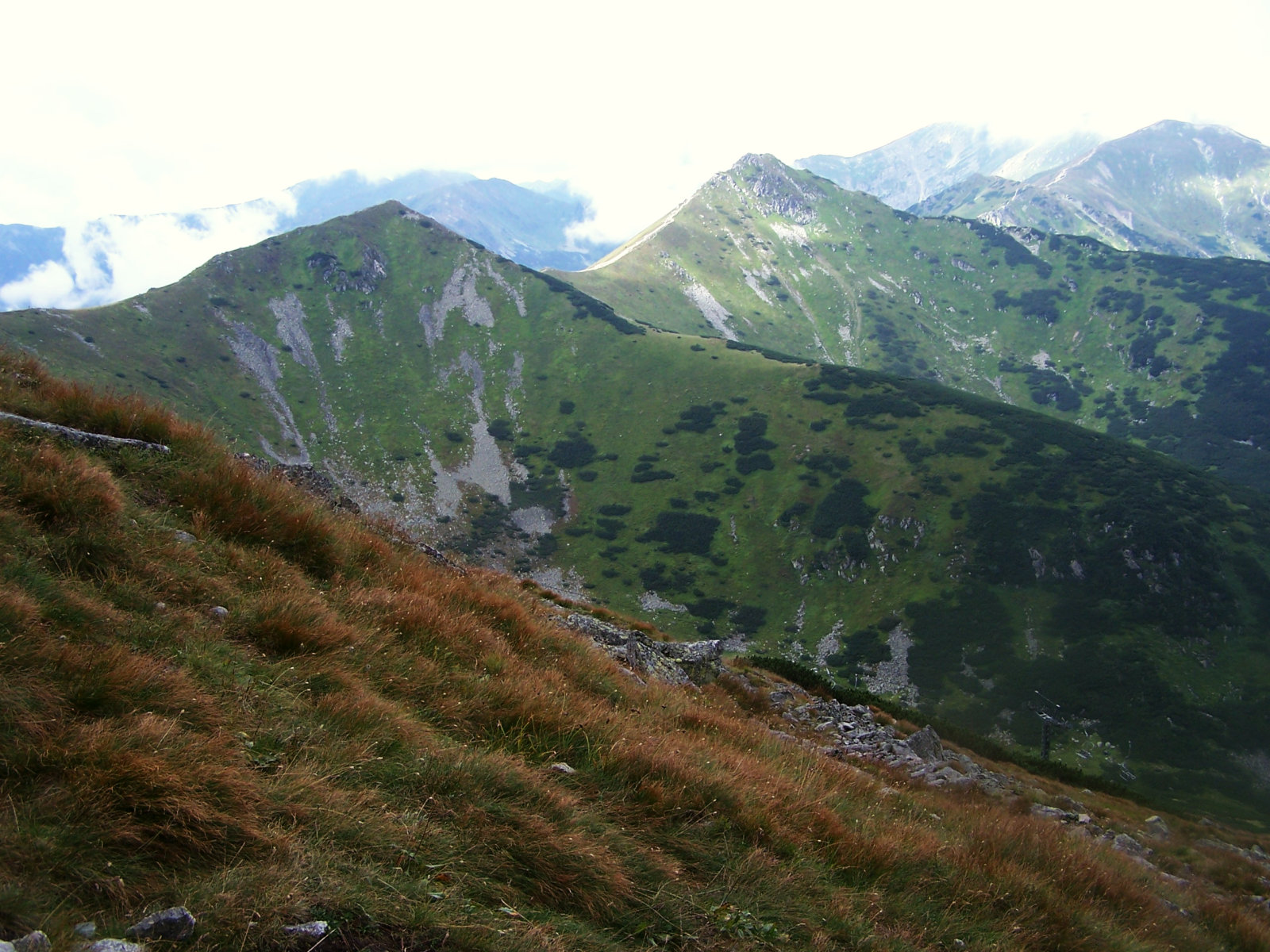
Blick vom Kammweg

Die Gorczykowa Czuba (tschechisch/slowakisch Goričková) ist ein Berg an der polnisch-slowakischen Grenze in der Westtatra mit 1913 Metern Höhe im Massiv der Suche Wierchy.

## Lage und Umgebung
Die Staatsgrenze verläuft über den Hauptgrat der Tatra, auf dem sich die Gorczykowa Czuba befindet. Nördlich des Gipfels liegt das Tal Dolina Bystrej, konkret sein Hängetal Dolina Goryczkowa mit den Abzweigungen Dolina Sucha Kondracka und Dolina Goryczkowa Świńska.

## Tourismus
Die Gorczykowa Czuba ist bei Wanderern beliebt.

### Routen zum Gipfel
Der Wanderweg auf die Gorczykowa Czuba führt entlang des Hauptkamms der Tatra und der polnisch-slowakischen Grenze.
- ▬ Der rot markierte Kammweg führt vom Tal Dolina Kościeliska über den Gipfel in die Hohe Tatra.

Als Ausgangspunkt für eine Besteigung aus den Tälern eignen sich die Ornak-Hütte, Kondratowa-Hütte und die Chochołowska-Hütte.

## Belege
- Zofia Radwańska-Paryska, Witold Henryk Paryski, Wielka encyklopedia tatrzańska, Poronin, Wyd. Górskie, 2004, ISBN 83-7104-009-1.
- Tatry Wysokie słowackie i polskie. Mapa turystyczna 1:25.000, Warszawa, 2005/06, Polkart, ISBN 83-87873-26-8.

## Panorama

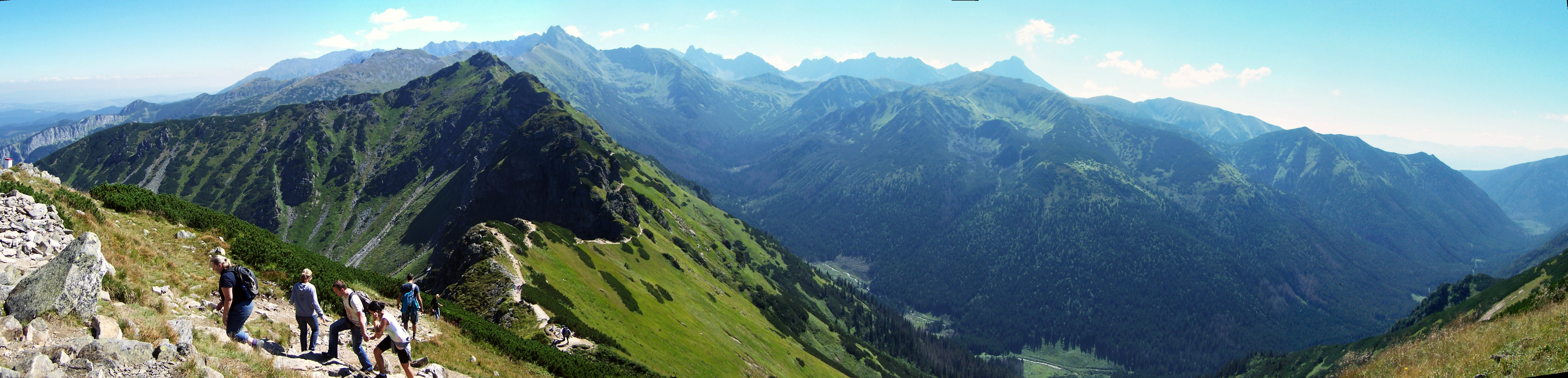
Links im Bild, Blick von dem Suchy Wierch Kondracki